# Richard Finn
Richard Finn SMA (* 3. März 1912 in Claremorris, County Mayo, Vereinigtes Königreich Großbritannien und Irland; † 4. Januar 1989) war ein irischer römisch-katholischer Ordensgeistlicher und Bischof von Ibadan.

## Leben
Richard Finn trat der Ordensgemeinschaft der Gesellschaft der Afrikamissionen bei und empfing am 14. Dezember 1941 das Sakrament der Priesterweihe. Papst Pius XII. bestellte ihn am 13. März 1953 zum ersten Apostolischen Präfekten von Ibadan.
Am 13. November 1958 wurde Richard Finn infolge der Erhebung der Apostolischen Präfektur Ibadan zum Bistum erster Bischof von Ibadan. Der Erzbischof von Lagos, Leo Hale Taylor SMA, spendete ihm am 8. Februar 1959 die Bischofsweihe; Mitkonsekratoren waren der Bischof von Benin City, Patrick Joseph Kelly SMA, und der Weihbischof in Lagos, John Kwao Amuzu Aggey.
Finn nahm an allen vier Sitzungsperioden des Zweiten Vatikanischen Konzils teil. Am 3. Juli 1974 nahm Papst Paul VI. das von Richard Finn vorgebrachte Rücktrittsgesuch an.